# A New Career in a New Town
Pistes de Low
Be My Wife
(6) Warszawa
(8)
A New Career in a New Town est une chanson instrumentale de David Bowie parue en 1977 sur l'album Low.

## Histoire
Comme le reste de Low, A New Career in a New Town est enregistrée en deux temps. La base de la chanson est enregistrée au château d'Hérouville au mois de septembre 1976, puis des overdubs sont ajoutés au studio Hansa de Berlin-Ouest entre octobre et novembre,.
Sur le 33 tours original de Low, paru le 14 janvier 1977, A New Career in a New Town est le dernier morceau de la première face. Bowie ne la joue en concert qu'à partir du Heathen Tour, en 2002, durant lequel il interprète l'album dans son intégralité. Elle est également présente dans les setlists de certains concerts du A Reality Tour, la dernière tournée de Bowie, entre 2003 et 2004.

## Caractéristiques artistiques
A New Career in a New Town est un morceau entièrement instrumental. Il offre un contraste net entre, d'une part, un rythme mécanique et des synthétiseurs froids qui évoquent la musique du groupe allemand Kraftwerk (notamment leur album de 1975 Radio-Activity), et d'autre part un solo d'harmonica interprété par Bowie. C'est la première fois depuis son single de 1973 The Jean Genie qu'il a recours à cet instrument.
Le titre du morceau, qui signifie littéralement « Une nouvelle carrière dans une nouvelle ville », fait écho à la vie personnelle de Bowie, qui vient de quitter Los Angeles et s'installe à Berlin-Ouest à la fin de l'enregistrement de Low.

## Fiche technique

### Musiciens
- David Bowie : harmonica, synthétiseur, Chamberlin, piano
- Ricky Gardiner : guitare solo
- Carlos Alomar : guitare rythmique
- Roy Young : piano
- Brian Eno : synthétiseur, piano
- George Murray : basse
- Dennis Davis : batterie[6]

### Équipe de production
- David Bowie, Tony Visconti : production
- Laurent Thibault : ingénieur du son au château d'Hérouville
- Eduard Meyer : ingénieur du son au studio Hansa[6]